# Dewoitine D.332
Il Dewoitine D.332, anche soprannominato Emeraude (smeraldo, in lingua francese) era un aeroplano, monoplano e trimotore, realizzato dall'azienda aeronautica francese Société Aéronautique Française (SAF) nei primi anni trenta.

## Storia del progetto
Il progetto del D.332 nacque da una richiesta della compagnia aerea Air Orient che era alla ricerca di un aereo trimotore a lungo raggio con il quale effettuare i propri collegamenti di linea verso i territori dell'Estremo Oriente. L'aereo in questione doveva essere in grado di trasportare otto passeggeri, avere un'autonomia di 2000 km garantendo una velocità di crociera di 220 km/h e la possibilità di operare mantenendo la quota di 2500 m anche in caso di avaria a uno dei tre motori. Una caratteristica particolare riguardava inoltre le dimensioni del velivolo: al fine di consentirne il rimessaggio negli hangar della compagnia, né la larghezza né la lunghezza avrebbero dovuto superare i 29 m.
L'idea di Émile Dewoitine, titolare della SAF, fu quella di prendere spunto dal Dewoitine D.33, velivolo monomotore utilizzato per competizioni aeronautiche, che aveva volato per la prima volta il 21 novembre 1930 e che l'anno seguente si era aggiudicato primati per la distanza coperta in volo.
Le prove effettuate in galleria del vento avevano confermato i calcoli teorici e la costruzione del primo prototipo aveva preso avvio nel mese di agosto del 1932. Poco meno di un anno dopo, l'11 luglio del 1933, l'aereo avrebbe staccato le ruote da terra per la prima volta, dall'aeroporto di Francazal (a Tolosa), pilotato dal celebre collaudatore Marcel Doret.

## Tecnica
Se non indicato diversamente, i dati sono tratti da "Dewoitine D.332 Emeraude" in "www.aviationsmilitaires.net".
Il Dewoitine D.332 era un aeroplano con struttura interamente metallica, così come metallico era il rivestimento, di tipo lavorante.
La fusoliera aveva sezione quadrata e presentava cabina di pilotaggio completamente chiusa, alle spalle della quale era ricavato il vano passeggeri che, a seconda della configurazione scelta, poteva ospitare quattordici sedili (per voli sulle brevi distanze) oppure otto poltrone convertibili in cuccette (per voli di lunga durata).

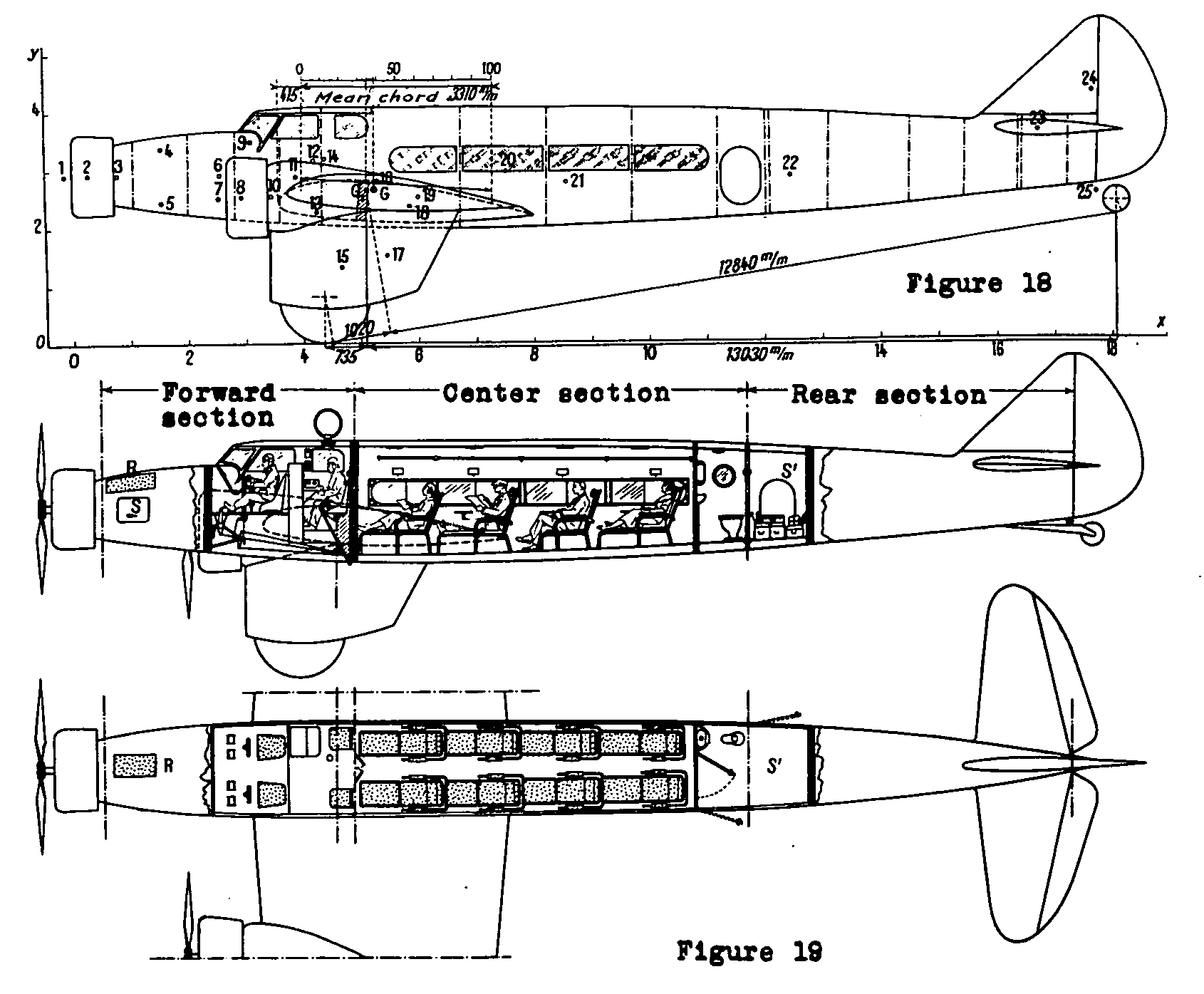
Spaccato in dettaglio della fusoliera dellEmeraud.

L'ala, a sbalzo, era collegata alla parte inferiore della fusoliera ed era caratterizzata da diedro leggermente positivo e spessore progressivamente decrescente verso le estremità. In coda l'impennaggio era di tipo classico, monoplano e controventato.
Il carrello d'atterraggio era fisso: le gambe principali erano avvolte in ampie carenature a pantalone mentre nella parte inferiore del cono di coda era presente un ruotino, anch'esso fisso, sterzante.
I motori erano disposti in posizione standard per la formula trimotore: uno nella parte anteriore della fusoliera e due in gondole alari, raccordate aerodinamicamente con le carenature delle gambe del carrello. L'unità motrice prescelta fu il motore radiale Hispano-Suiza 9V, motore a nove cilindri raffreddati ad aria, in grado di sviluppare la potenza di 575 CV (423 kW) al regime di 1900 giri/min. Le eliche erano di tipo bipala e metalliche, realizzate dalla Levasseur.

## Impiego operativo
La carriera operativa dell'Emeraud ebbe inizio il 7 settembre del 1933 con la conquista di quattro primati del mondo: sulla distanza di 1 000 chilometri con 1 000 chilogrammi di carico (percorsi alla velocità media di 259,56 km/h) e sulla distanza di 2 000 chilometri, rispettivamente con 500, 1 000 e 2 000 chilogrammi di carico (alla media di 255,25 km/h).
Nei giorni tra il 12 e il 22 settembre l'aereo fu tra i velivoli protagonisti di un viaggio ufficiale in Unione Sovietica di una delegazione di autorità francesi, guidate dal Ministro dell'Aviazione Pierre Cot, viaggio durante il quale il D.332 percorse circa 13000 km.

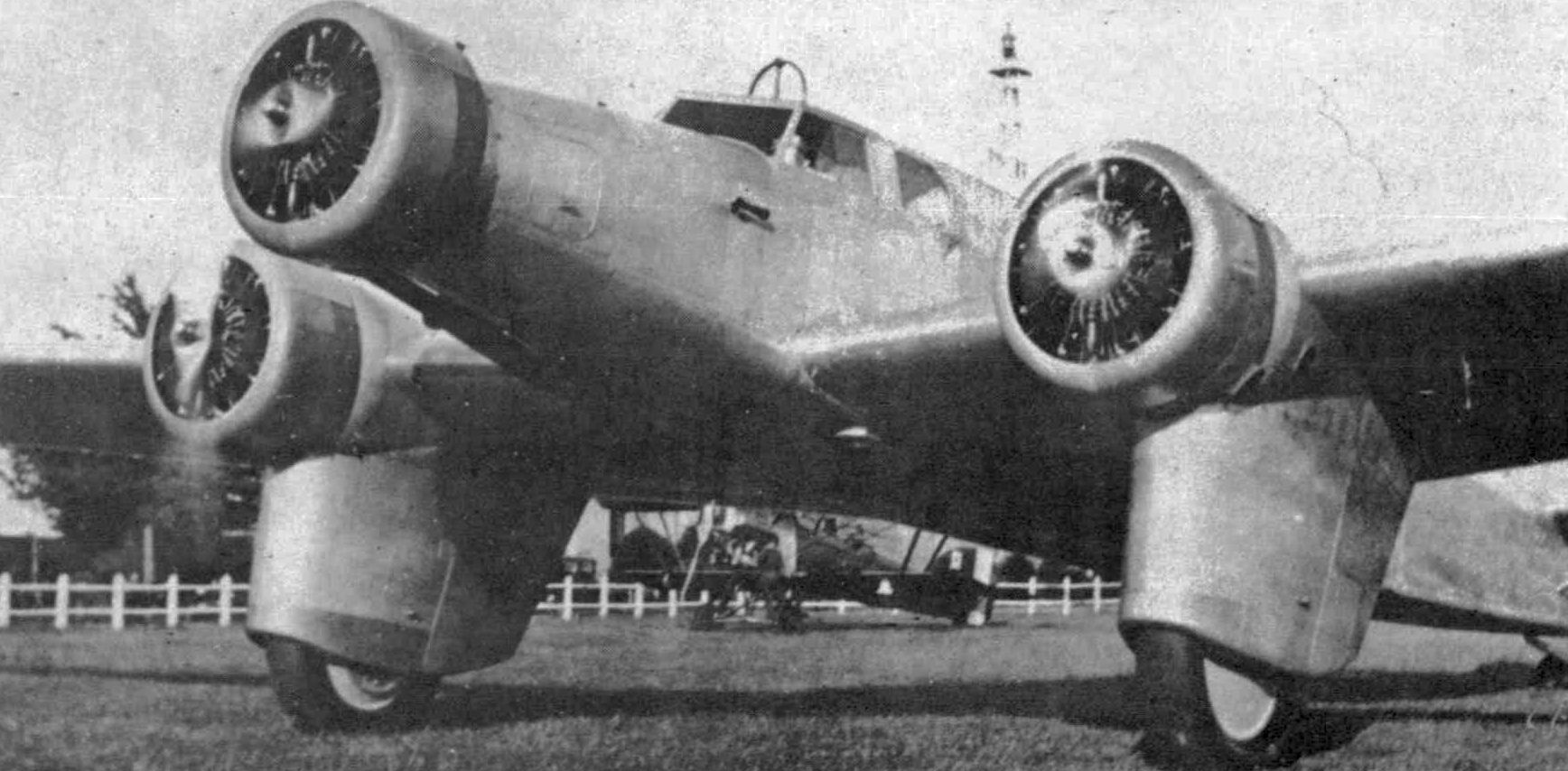
Primo piano della prua del velivolo; si notino le cappottature NACA dei motori.

Il 3 novembre del 1933 l'aereo fu consegnato ufficialmente all'Air France, compagnia nata il 30 agosto precedente dalla fusione di tre diverse compagnie tra cui l'Air Orient che aveva in origine sottoscritto il contratto d'acquisto del D.332. Dopo alcuni collegamenti di prova, volti a testare le caratteristiche del velivolo, il 21 novembre l'Emeraud compì il suo primo collegamento con l'Estremo Oriente coprendo in circa sette giorni il tragitto tra Marsiglia e Saigon, facendo sommare complessivamente oltre 48 ore di volo.
Durante l'ultima tratta del tragitto di ritorno, tra Lione e Parigi, il 15 gennaio del 1934 l'aereo si imbatté in una tempesta di neve finendo per schiantarsi sul massiccio del Morvan uccidendo i tre membri dell'equipaggio ed i sette passeggeri. L'esito delle indagini sull'incidente non mancò di suscitare polemiche, poiché venne stabilito che, nelle avverse condizioni meteorologiche, l'aereo era sfuggito ai controlli del pilota e, sottoposto alle pesanti sollecitazioni della picchiata che ne seguì, le superfici di controllo e le estremità alari si erano distrutte prima dell'impatto con il suolo. Il rapporto delle autorità mise in luce che la struttura alare del D.332 non era stata sottoposta a prove statiche di resistenza, bensì i calcoli teorici erano stati convalidati per analogia a quelli effettuati per il monoplano D.33.

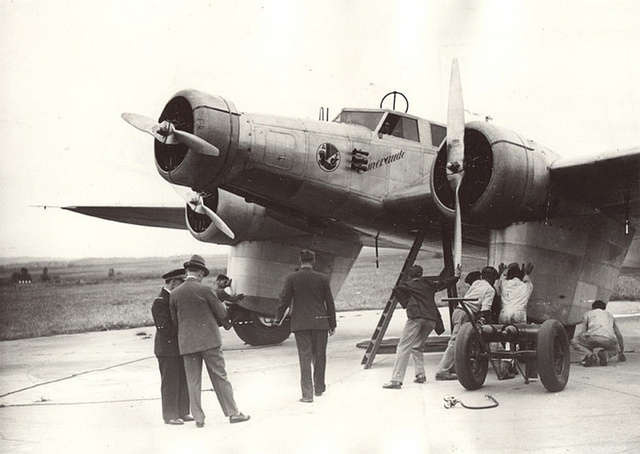
LEmeraud con le insegne dell'Air France.

In seguito a queste vicende un ordine già sottoscritto per ventuno esemplari del D.332 (o di versioni derivate) fu revocato e solamente tre esemplari, già in corso di realizzazione e sottoposti a irrobustimento della struttura, furono costruiti con la denominazione D.333; questa versione viene per altro considerata precorritrice del Dewoitine D.338 che sarebbe divenuto il fiore all'occhiello dell'Air France negli anni che precedettero lo scoppio della seconda guerra mondiale.

## Utilizzatori
Francia
- Air France